# Хлебников, Григорий Федулович
Григорий Федулович Хлебников (1918—1984) — советский учёный в области авиационной и космической медицины, организатор медико-биологической подготовки первых советских космонавтов, участник отбора кандидатов в Первый отряд космонавтов СССР, доктор медицинских наук (1979), полковник медицинской службы (1963).

## Биография
Родился 27 декабря 1918 года в деревне Гобгурт, Сарапульского уезда Вятской губернии в семье крестьянина.

### Начало деятельности и участие в Великой Отечественной войне
С 1936 по 1937 год служил красноармейцем в рядах РККА. С 1937 по 1941 год
обучался на лечебном факультете Ижевского государственного медицинского института.
С 1941 года участник Великой Отечественной войны в качестве старшего врача парашютно-десантного батальона в звании военврача 3-го ранга. С 1943 года — командир медицинской роты и командир 43-го гвардейского отдельного медицинского санитарного батальона 40-й
гвардейской стрелковой дивизии 4-й гвардейской армии, занимался медицинским обеспечением свыше двух тысяч раненых военнослужащих. Воевал на Сталинградском фронте участвуя в Сталинградской битве, так же в период войны воевал на Донском, Юго-Западном, Южном, 2-м, 3-м и 4-м Украинских фронтах.

### Послевоенная служба
С 1945 по 1953 год продолжил службу на различных должностях в медицинских частях Советской армии. С 1953 по 1955 год обучался на факультете
повышения квалификации врачей в Военно-медицинской ордена Ленина академии имени С. М. Кирова, с 1955 по 1958 год обучался в адъюнктуре при этой академии, по окончании которой им была защищена диссертация на соискание учёной степени кандидат медицинских наук. С 1959 по 1960 год — старший офицер авиационной медицины 26-й воздушной армии.

### В Центре подготовки космонавтов
С 1960 по 1970 год на научно-исследовательской работе в Центре подготовки космонавтов ВВС в должностях: с 1960 по 1963 год — ведущий врач-физиолог, руководитель Лаборатории научной разработки методов специальных тренировок и заместитель начальника отдела специальных тренировок и медицинского контроля, с 1963 по 1969 год — начальник отдела специальных тренировок и медицинского контроля и заместитель начальника ЦПК ВВС, с 1969 по 1970 год — начальник медицинского управления ЦПК ВВС и с 1970 по 1984 год — ведущий научный сотрудник этого управления. В 1979 году Г. Ф. Хлебников защитил диссертацию на соискание учёной степени доктор медицинских наук по теме: «Физиологические аспекты специальной медицинской подготовки космонавтов».
Г. Ф. Хлебников занимался исследованиями по разработке системы перспективных форм и методов медико-биологической подготовки и отбора космонавтов к космическим полётам различной продолжительности, он был участником выполнением задач по отбору кандидатов в Первый отряд космонавтов СССР. Г. Ф. Хлебников принимал участие в разработке и практической реализации программы моделирования условий эмоциональных нагрузок, невесомости и необходимости действовать при нехватке времени, при его участии была разработана система медицинского
контроля в реальном космическом полёте, им было разработано руководство по медико-биологической подготовке космонавтов и медицинскому обеспечению космических полётов. Г. Ф. Хлебников внёс весомый вклад в разработку первых и следующих за ними программ медико-биологического обеспечения пилотируемых полётов по околоземной орбите на космических кораблях «Восток», «Восход» и «Союз».
17 июня 1961 года Указом Президиума Верховного Совета СССР «За успешное выполнение специального задания Правительства по созданию образцов ракетной техники, космического корабля-спутника „Восток“ и осуществление первого в мире полета этого корабля с человеком на борту» Г. Ф. Хлебников был награждён Орденом Трудового Красного Знамени.
Скончался 8 октября 1984 года в Москве, похоронен в Щёлковском районе Московской области, на кладбище деревни Леониха.

## Награды
- Орден Трудового Красного Знамени (17.06.1961)[3]
- Орден Отечественной войны II степени (03.03.1945)
- Орден Красной Звезды (08.08.1943)
- Медаль «За боевые заслуги» (13.06.1952)
- Медаль «За оборону Сталинграда» (22.12.1942)
- Медаль «За победу над Германией в Великой Отечественной войне 1941—1945 гг.» (09.05.1945)
- Медаль «За взятие Вены» (09.06.1945)
- Медаль «За взятие Будапешта» (09.06.1945)[1]